# Кевін МакКалістер
Кевін МакКалістер (англ. Kevin McCallister — головний герой серії фільмів «Сам удома», створений Джоном Г'юзом і спочатку зіграний американським актором Маколеєм Калкіним. Для Калкіна ця роль стала проривом в акторській кар'єрі і досі залишається його найвідомішою роллю. Маколей Калкін виконав роль Кевіна у перших двох фільмах, а в четвертому фільмі роль Кевіна виконав Майк Вейнберг.
На честь Кевіна Маккаллістера в Музеї мадам Тюссо в Амстердамі було встановлено воскову фігуру.

## Поява у фільмах

### До подій усіх фільмів
Історія народження та раннього дитинства Кевіна МакКаллістера невідома. На момент подій перших двох фільмів він живе в американському селищі Віннетка у штаті Іллінойс у будинку на Бульварі Лінкольна.
У першому фільмі Кевін каже, що йому вісім років (у сценарії йому 7 років). У другому фільмі він каже, що йому 10 років, але сам згадує, що події першого фільму відбулися лише за рік до цього.

### Події«Сам удома»
Коли Кевіну було вісім років, сім'я МакКалістерів вирішила на Різдво полетіти до Парижа, під час вечері Кевін посварився з братом, через що його покарали і Кевін зпересердя бажає, щоб він залишився вдома сам. На ранок, коли вся родина поїхала, про Кевіна забувають, і він лишається вдома наодинці. Прокинувшись і усвідомивши, що він залишився сам удома, Кевін радіє, що його бажання збулося і він набув незалежності. Однак невдовзі Кевін починає боятися свого сусіда, старого Марлі, який, за чутками, убив свою сім'ю лопатою для збирання снігу 1958 року. Крім цього, хлопчик боїться «мокрих бандитів» Гаррі та Марва, які за допомогою злому проникали в інші порожні будинки в окрузі, а тепер націлилися й на будинок Маккалістерів. Кевін хитрістю вселяє їм, що вся сім'я залишилася вдома, щоб грабіжники відклали свої плани щодо пограбування їхнього котеджу. Однак вони пізніше здогадуються, що Кевін вдома сам, але хлопчик всіляко дурить їх. Напередодні Різдва хлопчику вдається підслухати, що вони планують вломитися в будинок Маккалістерів цієї ночі. Кевін йде до церкви та слухає виступ дитячого хору. Там він зустрічає старого Марлі, який підсідає до Кевіна, і вони розмовляють один з одним. Кевін дізнається, що Марлі насправді хороша людина, і що погані чутки про неї помилкові. Марлі розповідає хлопчику, що часто приходить на виступи хору, де співає його онука, але вони ніколи не бачаться, бо він та його син посварилися, та не розмовляли близько п'яти років. Кевін пропонує Марлі спробувати помиритися із сином.
Кевін повертається додому, розставляє пастки, з їх допомогою перемагає грабіжників і їх забирає поліція. Наступного ранку в день Різдва, сім'я Кевіна повернулася додому і знову возз'єдналася з молодшим сином. Кевін вибачається перед мамою. Марлі в цей час помирився зі своїм сином і помітивши Кевіна махає йому рукою. Базз помічає безлад у своїй кімнаті, який Кевін влаштував і, ймовірно, Базз покарав молодшого брата. Подальші події навесні, влітку та восени до подій наступного фільму невідомі.

### Події«Сам удома 2: Загублений у Нью-Йорку»
Сімейство Маккалістерів збирається вирушити на Різдво у Флориду . Напередодні на різдвяному шкільному концерті Базз принижує Кевіна під час його сольного виступу на очах у всіх, через що Кевін зриває концерт, невдало штовхнувши Базза на помсту. Удома Базз публічно вибачається перед Кевіном, але Кевін здається, що той лицемірить . Кевін висловлює сім'ї все, що думає про майбутню поїздку, через що в покарання його знову відправляють ночувати на третій поверх. Наступного дня, як і минулого разу, МакКалістери знову встають запізно і збираються нашвидкоруч. Однак Кевін цього разу не відстає від родини. В аеропорту він на хвилину зупиняється, щоб вставити батарейки в диктофон, плутає свого батька Пітера з чоловіком у схожому пальті і після низки подібних випадків опиняється на борту лайнера, що вилітає до Нью-Йорка, поки його родина летить у Флориду.
У Нью-Йорку Кевін дізнавшись про свою помилку, не впадає у відчай, вважаючи, що це саме те, чого він і хотів. Тим більше, що у нього при собі залишилася сумка Пітера з кредиткою та великою сумою готівки. Кевін вирішує вирушити до готелю «Плаза», рекламу якого він бачив по телевізору. По дорозі йому зустрічається страшного вигляду жінка в лахмітті, що годує голубів, і Кевін тікає від неї. Попередньо замовивши номер у готелі за допомогою диктофона, Кевін розплачується кредитною карткою батька. Наступного дня, замовивши лімузин, він поїхав до магазину іграшок «Скринька Данкана», власник якого Данкан пояснює Кевіну, що вся виручка за різдвяні дні піде на допомогу хворим дітям. Кевін дає йому кілька доларів для дітей, і Данкан дарує дві горлиці та радить подарувати одну з них тій людині, яку він вважає своїм другом. Кевін виходить із магазину і потрапляє до рук бандитів Гаррі та Марва, які втекли з в'язниці, називаються вже «липкими бандитами» і тепер грабують магазини. Вони планують помститися Кевіну за те, що той відправив їх у в'язницю, а заразом розкривають йому свій план: цієї ночі вони пограбують «Скриньку Данкана». Кевін потай записує їхні слова на диктофон, утікає та повертається в «Плазу», але адміністратори готелю застукали, що карта крадена і намагається зловити його. Кевіну вдається втекти, і він ховається в Центральному парку. Хлопець вирішує заїхати в гості до свого дядька Роба, але в їхньому будинку триває ремонт, а дядько Роб і його дружина перебувають за кордоном. Кевін вештається вулицями, знову зустрічає ту саму жінку з голубами, але Кевін більше не боїться її. Вона відводить його на горище Карнегі-холу, де вони дивляться концерт на честь Різдва. Між ними відбувається довірча бесіда, і Кевін обіцяє бути другом самотньої жінки.
Кевін згадує про пограбування «Скриньки Данкана» і вирішує, що грабіжників треба зупинити. Він біжить до будинку дядька Роба і споруджує серію пасток по всьому будинку. Потім Кевін прибуває в «Скриньку» і фотографує грабіжників, а потім виманює їх. Бандити не на жарт зляться і мають намір відібрати у нього фотоапарат-доказ. Вони женуться за Кевіном, і він приводить їх у дім дядька Роба. Розуміючи, що Кевін знаходиться в чужому місті і в чужому будинку, а отже, він не має можливості захистити себе, бандити зі спокійною душею йдуть ловити його. Однак безліч грамотно розставлених пасток не дають їм це зробити. Кевін дзвонить у поліцію і каже, що спіймав двох грабіжників, а дізнатися про їхнє місце можна по феєрверку в Центральному парку. Гаррі і Марв ловлять Кевіна і Гаррі дістає револьвер, щоб застрелити Кевіна, але пташниця вкотре рятує його, засипавши бандитів зернами пшона, після чого Гаррі і Марва атакують птахи. Поліцейські беруть залишені Кевіном фотографії та диктофонні записи, які є прямими доказами провини бандитів і заарештовують їх. Кевін йде до Рокфеллерівського центру, де його знаходить мама. Вони обіймаються і витбачаються один перед одним, а потім повертаються в готель «Плаза».
Наступного ранку від містера Данкана в готель приносять подарунки як нагороду Кевіну за зрив пограбування. Кевін, відкривши свій перший подарунок, вибігає надвір і віддає у подарунок пташниці другу горлицю, отриману від Данкана — символ дружби. Проте батько отримує рахунок і дізнається, що його син за житло в готелі витратив майже одну тисячу доларів і, мабуть, його знову покарали.
У подіях третього фільму Кевін не згадується.

### Події«Сам удома 4»
Пітер МакКалістер збирається розлучатися з Кейт і повідомляє, що він живе зі своєю новою та багатою подругою Наталі у її особняку. Трьом дітям, Баззу, Меган та Кевіну, він каже, що вони є організаторами візиту британської королівської родини та запрошує всіх бажаючих провести Різдво з ним та Наталі. Після початкової відмови Кевін приїжджає до будинку Наталі після того, як його вкотре булить Базз. У своїй новій спальні Кевін насолоджується часом, останніми новинками та своїм новим життям. Наступного ранку Пітер і Наталі їдуть з дому, тоді як Кевін залишається з дворецьким Прескоттом і покоївкою Моллі. У цей час до палацу намагаються прорватися Марв та його дружина Віра, з якою Марв одружився у в'язниці, а що сталося з Гаррі невідомо. Кевін намагається повідомити Прескотту, але він не чує, оскільки Марв змінив систему безпеки. Спостерігаючи за грабіжниками, Кевін затоплює будинок і проганяє їх. Пітер і Наталі, що повернулися, разом з дворецьким, дізнавшись про те, що сталося, не вірять словам Кевіна.
Пітер намагається залагодити перед Кевіном провину, а наступного вечора, як Пітер і Наталі знову покидають будинок, Кевін помічає Марва та Віру, переодягнених в офіціантів. Містер Прескотт попереджає Кевіна про те, що може статися сьогодні ввечері, але він дурить Прескотта і замикає у морозильній камері. Кевін стежить за грабіжниками, чує про план викрадення юного принца і знову зриває їхній план, але при цьому псує вечірку. Пітер гнівається на цьому заході, відмовляється вірити Кевіну і припускає, що Кевін намагається покласти край його стосункам із Наталі. Проте Кевін не впадає у відчай і намагається вирішити це питанням самостійно. Наступного ранку, знову розставивши пастки, Пітер і Наталі їдуть зустрічати королівську родину, тоді як Кевін знову залишається вдома. Незабаром він дізнається від Моллі, що вона є матір'ю Марва та спільником грабіжників. Кевін разом із дворецьким виявляється замкнений у винному льоху і останній допомагає йому втекти через шахту ліфта . Кевін заманює Марва і Віру в пастку, а їхня спільниця Моллі застряє в ліфті. Згодом Кевін та Прескотт перемагають грабіжників та викликають поліцію. Побачивши свою родину, Кевін виганяє Марва та Віру з дому, але їх збивають Базз та Меган. Наталі, що прибула з королівською родиною, бачить, як поліція заарештовує грабіжників. Пітер розлучається з Наталі, а члени королівської родини проводять Різдво з МакКалістерами, яке стає гарним подарунком для всіх, крім Наталі та спійманих грабіжників.
Хронологічно фільм, очевидно, розгортається у проміжку між першими двома фільмами, тому що вік Кевіна озвучено як 9 років: у перших двох фільмах йому 8 та 10 років, відповідно.

### Події«Сам удома» (2021)
Незважаючи на те, що цей фільм є ремейком першого фільму франшизи, він не повністю повторює його сюжетно, і Кевін не є його головним героєм, але непрямо згадується іншим персонажем. Головний герой — інший хлопчик, який опинився в схожій ситуації через 30 років після подій першого фільму, але, очевидно, в тому ж місті, оскільки одним з героїв фільму є Базз — старший брат Кевіна, який тепер працює патрульним поліцейським і згадує про брата розмові зі своїм колегою, говорячи, що з того моменту, як він пішов працювати в поліцію, Кевін кожне Різдво посилає в поліцію неправдиві сигнали про дітей, яких батьки нібито залишили вдома самих. На думку Базза, молодший брат у такий спосіб мститься всій їхній сім'ї і йому особисто за все те, що з їхньої вини відбувалося у подіях перших двох фільмів.

## Поява в іграх

### Home Alone(1991)
Кевін МакЕалістер випадково залишається сам удома, а його сім'я їде до Парижа. У цей час бандити Гаррі та Марвін збираються обікрасти якнайбільше будинків у окрузі; вони вирішують почати з дому МакКалістерів. Кевін має перешкодити їм.
Сюжет ігор, незважаючи на подібну тематику, неоднаковий і відрізняється у різних версій. Наприклад, у версіях для кишенькової консолі Game Boy, а також ігрових платформ NES та SNES герой захищає від бандитів тільки будинок МакКалістерів, чекаючи приїзду поліції, тоді як у версіях для Sega він повинен захистити кілька будинків, включаючи власний.

### Home Alone 2: Lost in New York(1992)

Кадр із першого рівня Home Alone 2: Lost in New York для Sega Mega Drive/Genesis

Сімейство МакКалістерів збираються вирушити до Маямі у Флориді, щоб зустріти там Різдво . Але в аеропорту Кевін, один із синів МакКалістерів, випадково сідає не в той літак і опиняється в Нью-Йорку, тоді як решта родини відлітає до Маямі.
У цей час із в'язниці втікають «Мокрі Бандити» — Гаррі та Марвін; вони зустрічають Кевіна в аеропорту і намагаються зловити його. Водночас, бандити планують пограбувати магазин іграшок Дункана, і Кевін повинен завадити їм зробити це.

### Home Alone(2006)
Сюжет гри має певні відмінності від оригінального фільму.
Бандити Гаррі та Марвін вирушають до містечка Віннетка . Вибравши один із кварталів, вони вирішують пограбувати тут кілька будинків, в одному з яких мешкає родина МакКалістерів. Незадовго до цього МакКалістери їдуть на канікули до іншого міста, випадково залишивши вдома одного з молодших дітей Кевіна. Разом із своїми друзями він вирішує захистити будинки в окрузі від нападу грабіжників.

## Інші появи
Кевін МакКалістер з'являється в одній із серій інтернет-серіалу «DRYVRS», і розповідає про свій досвід дитини, забутої вдома її батьками . У відповідь на відео того інтернет-серіалу, на сайті Reddit, грабіжник Марв, згадав свого напарника Гаррі і обіцяє повернутися, щоб допомогти йому захиститися від підступних пасток Кевіна .
19 грудня 2018 року для Google Assistant було знято короткометражний фільм як рекламу. Маколей Калкін знову повторив роль Кевіна Маккалістера. У короткометражках відтворювалися сцени з оригінального фільму 1990 року, коли Маккалістер голився, стрибав на ліжку та прикрашав ялинку, просячи помічника Google встановити нагадування для нього. Рекламний ролик відразу стали вірусним . Ральф Фуді, Деніел Стерн та Джо Пеші переграли свої ролі з фільму «Один удома» через архівні кадри та аудіо .

## Родина
Кевін — наймолодша дитина в родині Кейт і Пітера МакКалістерів. У нього є два старші брати — Базз та Джефф, і дві старші сестри — Лінні та Меган.
У Кевіна багато родичів: дві тітки — Леслі та Жоржетта, і два дядьки по батьківській лінії — Френк і Роб. Від Френка та Леслі у нього також є п'ятеро двоюрідних братів і сестер (Рід, Трейсі, Сондра, Брук і Фуллер, який носить окуляри і славиться тим, що п'є колу і мочиться в ліжко), а від Роба та Жоржетти — двоюрідна сестра Хезер і двоюрідний брат Стефан із двома неназваними кузинами-близнюками, які з'явилися ненадовго у першому фільмі.

## Критика та відгуки

### Нагороди
В 1990 році Маколей Калкін був номінований на премію " Золотий глобус " в номінації Найкраща чоловіча роль . Виграв нагороди «American Comedy Awards» у категорії найсмішніший актор, « Премія кінокритиків Чикаго» у категорії найперспективніший актор та « найкращий молодий актор» за роль Кевіна МакКалістера у фільмі « Сам удома».

### У рейтингах
- Журнал «Filmsite» поставив Кевіна МакКалістера на 99-те місце у списку «100 найкращих персонажів фільмів всього часу»[8] .

## Цікаві факти
- Існує фанатська теорія, що Джон Крамер з « Пили» — це Кевін МакКаллістер, що подорослішав. Маколей Калкін, який зіграв Кевіна, і Джеймс Ван, режисер серії фільмів «Пила», схвалили цю теорію[9][10] .
- 24 грудня 2019 на YouTube з'явився перероблений уривок з першого фільму, де за допомогою програми Deepfake Маколея Калкіна в ролі Кевіна замінили на Сільвестра Сталлоне[11] . Відео набрало п'ять мільйонів переглядів.